# مالیندی (مالاوی)
مالیندی (به لاتین: Malindi) یک منطقهٔ مسکونی در مالاوی است که در بخش مانگوچی واقع شده‌است. مالیندی ۸۰۰ متر بالاتر از سطح دریا واقع شده‌است.